# Hrvati u Danskoj
Hrvati u Danskoj su osobe u Danskoj s punim, djelomičnim, ili većinskim hrvatskim podrijetlom, ili osobe podrijetlom Hrvati rođene u drugim državama a s prebivalištem u Danskoj.
Prva značajnija emigracija Hrvata u Dansku dogodila se 1950-ih, kada su, kao i u Švedsku, velikim dijelom onamo emigrirale političke izbjeglice iz talijanskih i austrijskih sabirnih logora ali i ekonomske izbjeglice. Većina se pak doselila 1960-ih godina. Sljedeći veći val doseljavanja, ali u manjem broju nego 60-ih, bio je 80-ih i 90-ih godina 20. stoljeća. 1990-ih najviše je doselilo Hrvata iz Bosne i Hercegovine. Broj Hrvata u Danskoj do vremena ulaska Hrvatske u EU bio je oko 1000 osoba. Ulaskom Hrvatske u EU, promijenili su se trendovi. Brojnost hrvatskih useljenika u Dansku porasla je od srpnja 2013. godine, tako da je danas 2500 Hrvata u Danskoj. 
Najviše Hrvata živi u Kopenhagenu i okolici, slijede veći gradovi Aarhusu i Aalborgu, oba na poluotoku Jyllandu.
Nema klasične udruge ili aktivne organizacije koja okuplja hrvatske državljane. Dugo je godina postojao hrvatski dom Kralj Tomislav, čije su prostorije zatvorene zbog malobrojnog članstva i financijskih problema koncem 2006. godine. Nije više aktivna ni Hrvatska kulturna udruga u Danskoj (Den kroatiske kulturforening i Danmark) osnovana početkom 2012. i registrirana u Kopenhagenu, na adresi Frivilligcenter & Selvhjaelp Gentofte, Smakkegårdsvej 71, u blizini Gentofte Station također više nije aktivna.  
Na društvenim mrežama, više je grupa koje okupljaju Hrvate u Danskoj. U Danskoj nema dopunske (fakultativne) nastave hrvatskog jezika za iseljeničku djecu. Nema Hrvatske katoličke misije, ali se na dva mjesta održavaju katoličke mise na hrvatskom jeziku:, u Kopenhagenu, pod vodstvom župnika fra Tomislava Cvetko iz Kopenhagena, misa na hrvatskom drži se svake druge i četvrte nedjelje u 14 sati u Crkvi Srca Isusovoga / Jesu Hjerte Kirke, i u Koldingu, pod vodstvom voditelja HKM iz Neumünstera (Njemačka),  misa na hrvatskom jeziku održava se nekoliko puta godišnje u crkvi sv. Mihovila (Sxt. Michaels Kirk).